# Maison de Saxe-Cobourg et Gotha
Pour les articles homonymes, voir Saxe-Cobourg et Gotha.
 (décembre 2016).
Si vous disposez d'ouvrages ou d'articles de référence ou si vous connaissez des sites web de qualité traitant du thème abordé ici, merci de compléter l'article en donnant les références utiles à sa vérifiabilité et en les liant à la section « Notes et références ».
La maison de Saxe-Cobourg et Gotha est un rameau de la maison de Wettin issue de la branche ernestine.
Historiquement, la Saxe-Cobourg et Gotha (en allemand : Sachsen-Coburg und Gotha) était l’un des duchés saxons de l’époque contemporaine allemande. Fondé en 1826 par Ernest Ier, il succède à la Saxe-Cobourg-Saalfeld et disparaît après la Première Guerre mondiale, en 1918.

## Histoire
La famille éponyme issue de ce duché, la maison de Saxe-Cobourg et Gotha, issue de la branche ernestine de la maison de Wettin, est à l’origine de plusieurs dynasties européennes des XIXe, XXe et XXIe siècles : 
- la maison de Saxe-Cobourg et Gotha (en allemand : Haus Sachsen-Coburg und Gotha), branche aînée et ducale de Saxe régnant en Saxe-Cobourg et Gotha de 1826 à 1893 ; l'actuel chef de la branche ducale de la maison de Saxe-Cobourg et Gotha est le prince Hubertus (né en 1975).

### Branches cadettes
- la maison de Saxe-Cobourg et Gotha (en anglais : House of Saxe-Coburg and Gotha), dynastie britannique devenue la branche aînée issue de la précédente avec Albert (1819-1861), prince consort du Royaume-Uni, et qui a régné sur la Saxe-Cobourg et Gotha de 1893 à 1918 et le Royaume-Uni entre 1901 et 2022 (sous le nom de maison Windsor depuis 1917, mais la maison de Windsor est devenue une branche de la dynastie de Glücksbourg en lignée agnatique depuis 2022) ;
- la maison de Bragance-Saxe-Cobourg et Gotha (en portugais : Ramo de Bragança-Saxe-Coburgo e Gota), dynastie portugaise issue de Ferdinand-Auguste (1816-1885), roi de Portugal de jure uxoris sous le nom de « Ferdinand II », et qui a régné sur le pays aux XIXe et XXe siècles (sous le nom de Maison de Bragance) ;
- la maison de Saxe-Cobourg et Gotha (en bulgare : Dinastija Sakskoburggotski), dynastie bulgare issue de Ferdinand Ier, prince souverain de Bulgarie puis roi des Bulgares, et qui a régné de 1887 à 1948 ;
  - Simeon Sakskoburggotski, chef actuel de cette branche, est revenu en Bulgarie en 1996 et y a exercé la fonction de Premier ministre (de la République) de 2001 à 2005 : il est ainsi le seul roi détrôné de l'histoire qui soit revenu (plus de cinquante ans plus tard) à la tête de son pays, démocratiquement élu dans une fonction différente ; il a aussi pacifiquement quitté cette fonction à la fin de son mandat.
- la maison de Saxe-Cobourg et Gotha (en néerlandais : Huis Saksen-Coburg en Gotha), dynastie belge issue de Léopold Ier, roi des Belges, et qui règne sur le pays depuis 1831 (sous le nom de maison de Belgique depuis la fin de la Première Guerre mondiale).La reine Victoria avec sa famille en 1894.

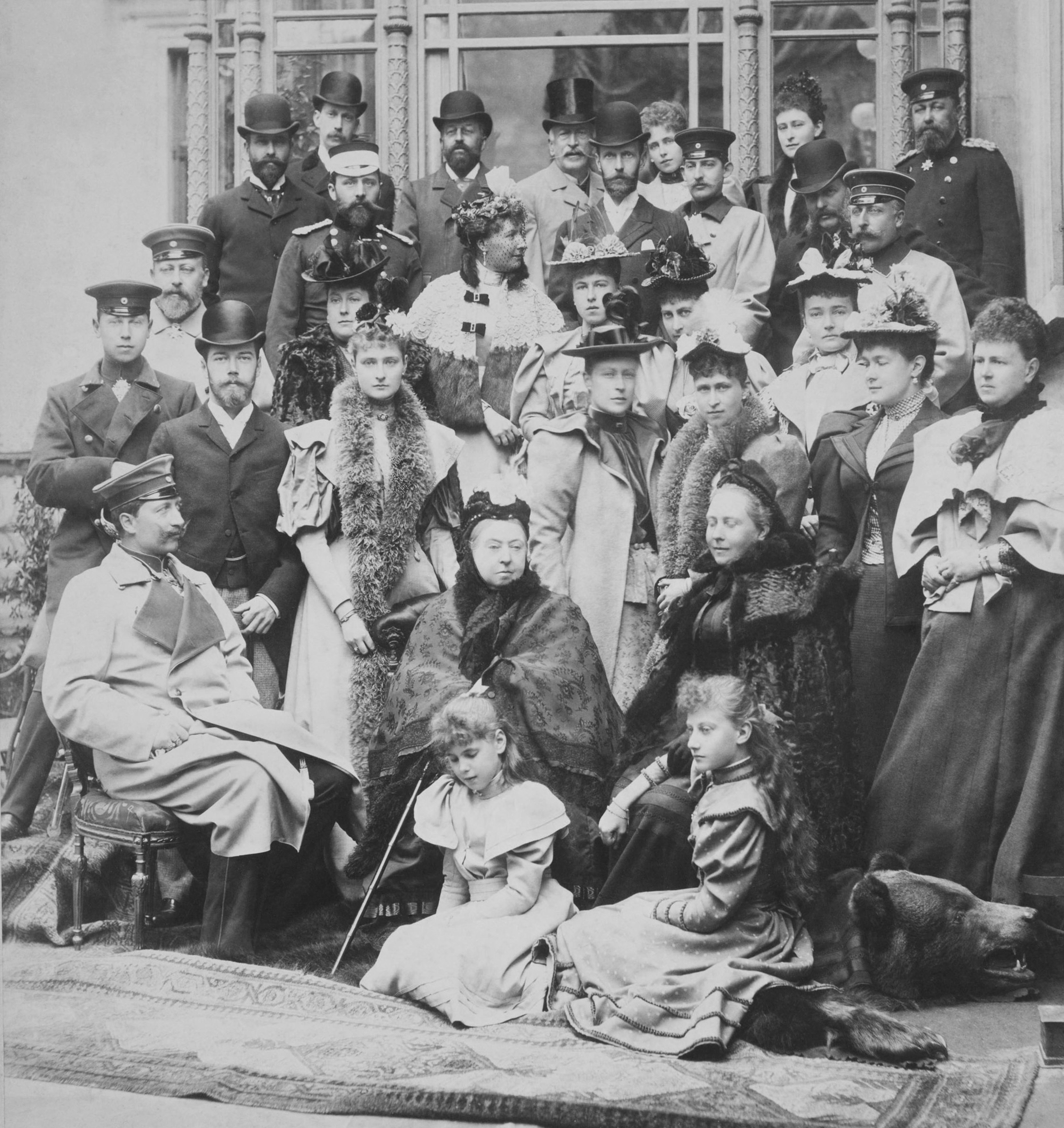
La reine Victoria avec sa famille en 1894.

## Généalogie
| Généalogie simplifiée des branches de la maison de Saxe-Cobourg et Gotha |
| - Ducs de Saxe-Cobourg-Saalfeld (1735-1825) - François, duc de Saxe-Cobourg-Saalfeld - Ernest Ier, duc de Saxe-Cobourg et Gotha - Ducs de Saxe-Cobourg et Gotha (1826-1893) [éteinte] - Prince Albert de Saxe-Cobourg et Gotha - Rois et reine du Royaume-Uni de Grande-Bretagne et d’Irlande-du-Nord (de 1901 à 2022) - Alfred Ier, duc de Saxe-Cobourg et Gotha - Ducs de Saxe-Cobourg et Gotha (1893-1918) - Prince Ferdinand de Saxe-Cobourg et Gotha - Ferdinand II, roi de Portugal et des Algarves - Rois de Portugal et des Algarves (1837-1910) [éteinte] - Prince Auguste de Saxe-Cobourg et Gotha - Ferdinand Ier, roi des Bulgares - Prince de Bulgarie et rois des Bulgares (1908-1948) - Léopold Ier, roi des Belges - Rois des Belges (depuis 1831) |

## Armorial

Duché de Saxe-Cobourg et Gotha.
Maison de Bragance-Saxe-Cobourg et Gotha, rois de Portugal (1836-1910).
Maison de Saxe-Cobourg et Gotha, rois des Bulgares (1887-1946).
Maison de Saxe-Cobourg et Gotha, rois des Belges (1831-1921).
Armoiries royales de Belgique (depuis 2019).
Maison de Saxe-Cobourg et Gotha, rois du Royaume-Uni (1901-1917) (les armoiries ci-dessus sont celles du Prince de Galles).